# Vlag van Wapse

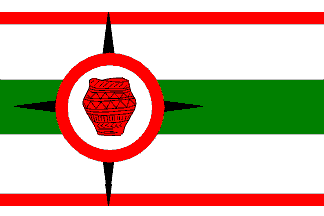
Dorpsvlag van Wapse

De vlag van Wapse werd op 15 augustus 2000 door het Nederlandse dorp Wapse in gebruik genomen. De vlag is, net als het wapen, ontworpen door het Drents Heraldisch College. De vlag bestaat uit zeven horizontale banen van wit, rood, wit, groen, wit, rood en wit in de verhouding 5:7:25:25:25:7:5. Aan de mastzijde is een zwarte vierpuntige ster opgenomen. De kleuren rood en zwart en wit staan voor de kleuren uit de vlag van de provincie Drenthe. Groen duidt op het agrarische karakter van de dorpsomgeving. De ring staat voor het dorp zelf, het is namelijk een zogenaamd kring-esdorp. De vierpuntige ster staat voor de vier windstreken en de vier jaargetijden. Bovendien staan de punten voor de vier dorpsdelen, Soerte, Ten Have, Veenhuizen en Veldhuizen. De urn in het midden van de rode ring geeft de zeer lange bewoning van de streek weer, die uit archeologische opgravingen is gebleken.

Wapen van Wapse

Anloo
· Annen
· Annerveenschekanaal
· Dalen
· De Groeve
· Een
· Eext
· Eexterveen
· Eexterveenschekanaal
· Elim
· Gasselternijveen
· Gasteren
· Gieten
· Gieterveen
· Grolloo
· Hollandscheveld
· Nieuw-Weerdinge
· Noordscheschut
· Schoonoord
· Tiendeveen
· Uffelte
· Wapse
· Witteveen
· Yde-De Punt
· Zorgvlied